# Libye aux Jeux olympiques d'été de 2020
La Libye participe aux Jeux olympiques de 2020 à Tokyo au Japon. Il s'agit de sa 11e participation à des Jeux d'été.

## Athlètes engagés
| Sport      | Hommes | Femmes | Total |
| ---------- | ------ | ------ | ----- |
| Athlétisme | 0      | 1      | 1     |
| Aviron     | 1      | 0      | 1     |
| Judo       | 1      | 0      | 1     |
| Natation   | 1      | 0      | 1     |
| Total      | 3      | 1      | 4     |

## Résultats

### Athlétisme
Hadel Aboud bénéficie d'une place au nom de l'universalité des Jeux.
| Athlète     | Épreuve       | Tour préliminaire | Tour préliminaire | 1er tour | 1er tour | Demi-finale | Demi-finale | Finale   | Finale   |
| Athlète     | Épreuve       | Temps             | Rang              | Temps    | Rang     | Temps       | Rang        | Temps    | Rang     |
| ----------- | ------------- | ----------------- | ----------------- | -------- | -------- | ----------- | ----------- | -------- | -------- |
| Hadel Aboud | 100 m féminin | 12 s 70           | 5e                | Éliminée | Éliminée | Éliminée    | Éliminée    | Éliminée | Éliminée |

### Aviron
Hussein Qanboor a obtenu un quota non-nominatif pour le comité en skiff en finissant premier de la finale B lors des championnats africains d'aviron.
| Athlète         | Épreuve      | Séries        | Séries | Repêchage     | Repêchage | Quart de finale | Quart de finale | Demi-finales                  | Demi-finales | Finale                 | Finale |
| Athlète         | Épreuve      | Temps         | Rang   | Temps         | Rang      | Temps           | Rang            | Temps                         | Rang         | Temps                  | Rang   |
| --------------- | ------------ | ------------- | ------ | ------------- | --------- | --------------- | --------------- | ----------------------------- | ------------ | ---------------------- | ------ |
| Hussein Qanboor | Skiff hommes | 7 min 52 s 37 | 5e     | 7 min 57 s 88 | 4e        | Non qualifié    | Non qualifié    | Demi-finale E/F 7 min 55 s 98 | 3e           | Finale E 7 min 47 s 64 | 29e    |

### Judo
La Fédération ne distribue pas de ticket de qualifications aux championnats continentaux ou mondiaux mais c'est le classement établi au 21 juin qui permettra de sélectionner les athlètes (18 premiers automatiquement, le reste en fonction des quotas de nationalité).
Chez les hommes, Ali Omar (+100 kg), classé 69e, est repêchée via l'attribution du quota continental africain.
| Athlète  | Compétition    | 1er tour                 | 2e tour             | Quarts de finale    | Demi-finales        | Repêchage           | Finale              | Finale  |
| Athlète  | Compétition    | Adversaire Résultat      | Adversaire Résultat | Adversaire Résultat | Adversaire Résultat | Adversaire Résultat | Adversaire Résultat | Rang    |
| -------- | -------------- | ------------------------ | ------------------- | ------------------- | ------------------- | ------------------- | ------------------- | ------- |
| Ali Omar | Plus de 100 kg | Simionescu Défaite 10-00 | Éliminé             | Éliminé             | Éliminé             | Éliminé             | Éliminé             | Éliminé |

### Natation
Le comité bénéficie de place attribuée au nom de l'universalité des Jeux.
| Athlète        | Épreuve          | Séries        | Séries | Demi-finales | Demi-finales | Finale  | Finale  |
| Athlète        | Épreuve          | Temps         | Rang   | Temps        | Rang         | Temps   | Rang    |
| -------------- | ---------------- | ------------- | ------ | ------------ | ------------ | ------- | ------- |
| Audai Hassouna | 200 m nage libre | 1 min 56 s 27 | 39e    | Éliminé      | Éliminé      | Éliminé | Éliminé |